# B’Day
B’Day ist das zweite Solo-Studioalbum der US-amerikanischen Sängerin Beyoncé aus dem Jahr 2006.

## Hintergrund

### Produktion
Der Titel des Albums nimmt Bezug auf Knowles’ 25. Geburtstag am 4. September, dem weltweiten Veröffentlichungstermin der Platte.
Nach vorausgegangenem Songwriting wurde das Album im April 2006 innerhalb von zwei Wochen in den Sony Studios in New York City eingespielt. Knowles und ihr Team hatten hierzu den gesamten Studiokomplex angemietet, die einzelnen Produzenten (darunter Rodney „Darkchild“ Jerkins, Rich Harrison, The Neptunes, Swizz Beatz, Sean Garrett und das Duo Stargate) parallel in verschiedenen Räumen an den jeweiligen Tracks arbeiten lassen.
Neben Ne-Yo und Espen Lind, die das Lied Irreplaceable zum Album beisteuerten, erschienen mitunter auch die Rapper T.I. und Lil Wayne zu den Studioaufnahmen. Am Ende schaffte es jedoch keiner der beiden Rapper auf die endgültige Fassung von B'Day.

### Veröffentlichung
Die Erstveröffentlichung von B’Day erfolgte am 1. September 2006 bei Columbia Records. Das Album erschien in seiner Originalausführung als CD und Download mit elf Titeln (Katalognummer: 82876 88132 2). Das Album ist am 30. März 2007 in Form einer Deluxe Edition erneut veröffentlicht worden. Die überarbeitete Version enthält neben den ursprünglichen Albumtiteln drei bisher unveröffentlichte Songs, auch eine Bonus-CD mit Aufnahmen in spanischer Sprache; darunter Kollaborationen mit dem mexikanischen Sänger Alejandro Fernandez und Jay-Z, und auch die Singleauskopplung Beautiful Liar, ein Duett mit Shakira. Nach Veröffentlichung der Deluxe Edition in den USA machte das Album wieder einen Sprung in die Top Ten auf Platz sechs mit 126.000 verkauften Kopien. Noch erfolgreicher war es dort in den Hot R&B-/Hip-Hop-Album-Charts. Hier landete die B’Day Deluxe Edition auf Platz eins.
Der Titel Kissing You vom Soundtrack zu William Shakespeares Romeo + Julia von 1996, welches ursprünglich von der Sängerin Des’ree veröffentlicht wurde, durfte unter zwei Auflagen gecovert werden: der Titel durfte nicht verändert werden und es durfte kein neuer Videoclip dazu erscheinen. Da diese Bedingungen beide verletzt wurden, erwirkte Des’ree gegen das Album einen Verkaufsstopp, der bis zunächst bis zum 4. Mai in Amerika galt. In Europa wurde eine andere Version ausgekoppelt, die eine DVD mit zwölf Video-Clips und sieben bisher unveröffentlichte Lieder enthält.

## Titelliste

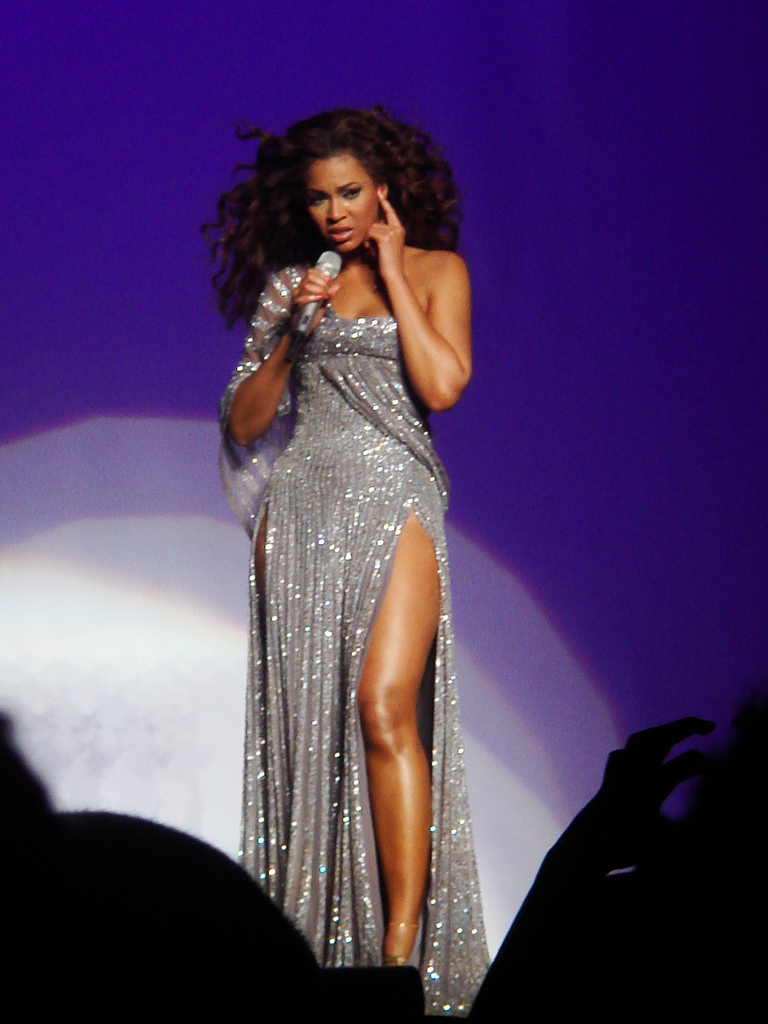
Beyoncé singt Déjà Vu Live

1. Déjà Vu (feat. Jay-Z)
2. Get Me Bodied
3. Suga Mama
4. Upgrade U (feat. Jay-Z)
5. Ring the Alarm
6. Kitty Kat
7. Freakum Dress
8. Green Light
9. Irreplaceable
10. Resentment
11. Check on It (feat. Slim Thug)
12. Encore The Fans
13. Listen
14. Get Me Bodied (Extended Remix)

Bonusstücke (Deluxe Edition)
1. A Woman Like Me
2. Beautiful Liar (mit Shakira)

Bonusstücke (Japan Edition)
1. Creole
2. Lost Yo Mind
3. Back Up

## Singles
| Jahr | Titel          | Höchstplatzierung, Gesamtwochen, AuszeichnungChartplatzierungen (Jahr, Titel, , Platzierungen, Wochen, Auszeichnungen, Anmerkungen) | Höchstplatzierung, Gesamtwochen, AuszeichnungChartplatzierungen (Jahr, Titel, , Platzierungen, Wochen, Auszeichnungen, Anmerkungen) | Höchstplatzierung, Gesamtwochen, AuszeichnungChartplatzierungen (Jahr, Titel, , Platzierungen, Wochen, Auszeichnungen, Anmerkungen) | Höchstplatzierung, Gesamtwochen, AuszeichnungChartplatzierungen (Jahr, Titel, , Platzierungen, Wochen, Auszeichnungen, Anmerkungen) | Höchstplatzierung, Gesamtwochen, AuszeichnungChartplatzierungen (Jahr, Titel, , Platzierungen, Wochen, Auszeichnungen, Anmerkungen) | Höchstplatzierung, Gesamtwochen, AuszeichnungChartplatzierungen (Jahr, Titel, , Platzierungen, Wochen, Auszeichnungen, Anmerkungen) | Anmerkungen                                                               |
| Jahr | Titel          | DE | AT | CH | UK | US | R&B | Anmerkungen                                                               |
| ---- | -------------- | --- | --- | --- | --- | --- | --- | ------------------------------------------------------------------------- |
| 2006 | Déjà Vu        | DE9 (12 Wo.)DE | AT12 (16 Wo.)AT | CH3 (23 Wo.)CH | UK1 Gold · (20 Wo.)UK | US4 Platin · (17 Wo.)US | R&B1 (20 Wo.)R&B | Erstveröffentlichung: 24. Juni 2006 Verkäufe: + 1.510.000; feat. Jay-Z    |
| 2006 | Ring the Alarm | — | — | — | — | US11 Platin + Gold (Mastertone) · (14 Wo.)US                                                                                        | R&B3 (20 Wo.)R&B | Erstveröffentlichung: 10. September 2006 Verkäufe: + 1.500.000            |
| 2006 | Irreplaceable  | DE11 Gold · (21 Wo.)DE | AT11 (22 Wo.)AT | CH9 (29 Wo.)CH | UK4 ×2Doppelplatin · (36 Wo.)UK | US1 ×6×3Sechsfachplatin + Dreifachplatin (Mastertone) · (30 Wo.)US                                                                  | R&B1 (27 Wo.)R&B | Erstveröffentlichung: 23. Oktober 2006 Verkäufe: + 11.800.000             |
| 2007 | Beautiful Liar | DE1 Gold · (17 Wo.)DE | AT2 (24 Wo.)AT | CH1 (28 Wo.)CH | UK1 Platin · (24 Wo.)UK | US3 ×2Doppelplatin + Gold (Mastertone) · (18 Wo.)US                                                                                 | R&B70 (14 Wo.)R&B | Erstveröffentlichung: 12. Februar 2007 Verkäufe: + 3.760.500; mit Shakira |
| 2007 | Get Me Bodied  | — | — | — | — | US46 Platin · (19 Wo.)US | R&B10 (46 Wo.)R&B | Erstveröffentlichung: 10. Juli 2007 Verkäufe: + 1.000.000                 |
| 2007 | Green Light    | — | — | — | UK12 (9 Wo.)UK | — | — | Erstveröffentlichung: 30. Juli 2007                                       |

## Preise
Bei den Grammy Awards 2007 gewann das Album in der Kategorie „Best Contemporary R&B Album“.

## Kommerzieller Erfolg

### Chartplatzierungen
Das Album avancierte zum Nummer-eins-Erfolg in den US-amerikanischen Billboard 200. Darüber hinaus erreichte es Top-5-Platzierungen in der Schweiz (Rang 2), dem Vereinigten Königreich (Rang 3), Deutschland, den Niederlanden und Spanien (je Rang 5).
| ChartsChartplatzierungen       | Höchstplatzierung | Wochen |
| ------------------------------ | ----------------- | ------ |
| Deutschland (GfK)              | 5 (36 Wo.)        | 36     |
| Österreich (Ö3)                | 13 (17 Wo.)       | 17     |
| Schweiz (IFPI)                 | 2 (36 Wo.)        | 36     |
| Vereinigte Staaten (Billboard) | 1 (74 Wo.)        | 74     |
| Vereinigtes Königreich (OCC)   | 3 (48 Wo.)        | 48     |

| ChartsJahrescharts (2006)      | Platzierung |
| ------------------------------ | ----------- |
| Schweiz (IFPI)                 | 96          |
| Vereinigte Staaten (Billboard) | 38          |
| Vereinigtes Königreich (OCC)   | 62          |

| ChartsJahrescharts (2007)      | Platzierung |
| ------------------------------ | ----------- |
| Schweiz (IFPI)                 | 82          |
| Vereinigte Staaten (Billboard) | 11          |

### Auszeichnungen für Musikverkäufe
Das Album verkaufte sich laut Schallplattenauszeichnungen weltweit über 6,8 Millionen Mal.
| Land/Region                  | Auszeichnungen für Musikverkäufe (Land/Region, Auszeichnung, Verkäufe) | Verkäufe    |
| ---------------------------- | ---------------------------------------------------------------------- | ----------- |
| Australien (ARIA)            | Platin                                                                 | 70.000      |
| Belgien (BRMA)               | Gold                                                                   | 25.000      |
| Brasilien (PMB)              | Platin                                                                 | 60.000      |
| Dänemark (IFPI)              | Gold                                                                   | 20.000      |
| Deutschland (BVMI)           | Gold                                                                   | 100.000     |
| Europa (IFPI)                | Platin                                                                 | (1.000.000) |
| Frankreich (SNEP)            | Gold                                                                   | 75.000      |
| Griechenland (IFPI)          | Gold                                                                   | 7.500       |
| Irland (IRMA)                | 3× Platin                                                              | 45.000      |
| Japan (RIAJ)                 | Platin (Standard) · + Gold (Deluxe Edition)                            | 350.000     |
| Kanada (MC)                  | 2× Platin                                                              | 200.000     |
| Mexiko (AMPROFON)            | Gold                                                                   | 50.000      |
| Neuseeland (RMNZ)            | 2× Platin                                                              | 30.000      |
| Niederlande (NVPI)           | Gold                                                                   | 35.000      |
| Polen (ZPAV)                 | Platin                                                                 | 20.000      |
| Portugal (AFP)               | Gold                                                                   | 10.000      |
| Russland (NFPF)              | 3× Platin                                                              | 60.000      |
| Schweiz (IFPI)               | Gold                                                                   | 15.000      |
| Spanien (Promusicae)         | Gold                                                                   | 40.000      |
| Ungarn (MAHASZ)              | Gold                                                                   | 3.000       |
| Vereinigte Staaten (RIAA)    | 5× Platin                                                              | 5.000.000   |
| Vereinigtes Königreich (BPI) | Platin (Standard) + Gold (Deluxe Edition)                              | 754.000     |
| Insgesamt                    | 13× Gold · 21× Platin ·                                                | 6.894.500   |

Hauptartikel: Beyoncé/Auszeichnungen für Musikverkäufe